# Huludao
Huludao (en xinès: 葫芦岛市, pinyin: Húludǎo shì, literalment: illa carabassa) és una ciutat-prefectura de la província de Liaoning, República Popular de la Xina. Limita al nord amb Fuxin, al sud amb Yingkou, a l'oest amb Jinzhou i a l'est amb Anshan. La seva àrea és de 10.415 km² i la seva població és de 2.787.032 habitants (2007).

## Administració
La ciutat de Huludao es divideix en 2 districtes, 1 ciutat i 2 comtats.
- Districte Longgang 龙港区
- Districte Lianshan 连山区
- Districte Nanpiao 南票区
- Ciutat Xingcheng 兴城市
- Comtat Suizhong 绥中县
- Comtat Jianchang 建昌县

## Història
L'àrea que avui ocupa la ciutat de Huludao ha estat poblada des de temps antics. Les evidències arqueològiques indiquen que durant la Dinastia Shang i la Dinastia Zhou la regió va gaudir d'avançada tecnologia durant l'edat de bronze. La Dinastia Ming va veure la construcció de la secció de Liaoning de la Gran Muralla Xinesa a través de Huludao, i va ser durant aquest temps que el comtat Xingcheng va ser fortificat amb la seva muralla defensiva que segueix en peus avui dia.
El 1906 el comtat de Jinxi va ser establert i més tard es va convertir en un important centre de resistència durant l'ocupació japonesa. Durant la Guerra civil xinesa de 1945-1948 va ser un camp de batalla entre l'Exèrcit Nacional Revolucionari i l'Exèrcit Popular d'Alliberament.